# Lekkoatletyka na Letnich Igrzyskach Olimpijskich 2004 – bieg na 200 m mężczyzn
Bieg na 200 m mężczyzn – jedna z konkurencji lekkoatletycznych rozgrywanych podczas letnich igrzysk olimpijskich w 2004. Eliminacje i ćwierćfinały odbyły się 24 sierpnia, półfinał rozegrano 25 sierpnia, finał zaś miał miejsce 26 sierpnia.
Udział w tej konkurencji brało 54 zawodników z 41 państw. Wszystkie trzy medale wywalczyli zawodnicy reprezentujący Stany Zjednoczone. Zawody wygrał Shawn Crawford, drugą pozycję zajął Bernard Williams, trzecią zaś Justin Gatlin.

## Wyniki

### Eliminacje
Bieg 1
| Miejsce | Zawodnik            | Państwo                  | Wynik |
| ------- | ------------------- | ------------------------ | ----- |
| 1.      | Stéphan Buckland    | Mauritius                | 20,29 |
| 2.      | Francis Obikwelu    | Portugalia               | 20,40 |
| 3.      | Juan Pedro Toledo   | Meksyk                   | 20,40 |
| 4.      | Yang Yaozu          | Chińska Republika Ludowa | 20,59 |
| 5.      | Johan Wissman       | Szwecja                  | 20,60 |
| 6.      | Paul Brizzel        | Irlandia                 | 21,00 |
| 7.      | Nabie Foday Fofanah | Gwinea                   | 21,45 |
| 8.      | Hamed Al-Bishi      | Arabia Saudyjska         | DNS   |

Bieg 2
| Miejsce | Zawodnik             | Państwo             | Wynik |
| ------- | -------------------- | ------------------- | ----- |
| 1.      | Shawn Crawford       | Stany Zjednoczone   | 20,55 |
| 2.      | Christopher Williams | Jamajka             | 20,57 |
| 3.      | Marcin Urbaś         | Polska              | 20,71 |
| 4.      | Darren Campbell      | Wielka Brytania     | 20,72 |
| 5.      | Jaisuma Saidy Ndure  | Gambia              | 20,78 |
| 6.      | Leigh Julius         | Południowa Afryka   | 20,80 |
| 7.      | Geronimo Goeloe      | Antyle Holenderskie | 21,09 |
| 8.      | Basílio de Moraes    | Brazylia            | 21,14 |

Bieg 3
| Miejsce | Zawodnik           | Państwo         | Wynik |
| ------- | ------------------ | --------------- | ----- |
| 1.      | Frankie Fredericks | Namibia         | 20,54 |
| 2.      | Malik Louahla      | Algieria        | 20,67 |
| 3.      | David Canal        | Hiszpania       | 20,72 |
| 4.      | Brian Dzingai      | Zimbabwe        | 20,72 |
| 5.      | Heber Viera        | Urugwaj         | 20,94 |
| 6.      | Oleg Siergiejew    | Rosja           | 20,95 |
| 7.      | Menzi Dlamini      | Suazi           | 21,82 |
| 8.      | Chris Lambert      | Wielka Brytania | DNF   |

Bieg 4
| Miejsce | Zawodnik                   | Państwo | Wynik |
| ------- | -------------------------- | ------- | ----- |
| 1.      | Marcin Jędrusiński         | Polska  | 20,63 |
| 2.      | Tobias Unger               | Niemcy  | 20,65 |
| 3.      | Joseph Batangdon           | Kamerun | 20,92 |
| 4.      | Géza Pauer                 | Węgry   | 21,02 |
| 5.      | Usain Bolt                 | Jamajka | 21,05 |
| 6.      | Christian Nsiah            | Ghana   | 21,06 |
| 7.      | Hamoud Abdallah Al-Dalhami | Oman    | 21,82 |
| 8.      | Ryo Matsuda                | Japonia | 24,59 |

Bieg 5
| Miejsce | Zawodnik          | Państwo                    | Wynik |
| ------- | ----------------- | -------------------------- | ----- |
| 1.      | Dominic Demeritte | Bahamy                     | 20,62 |
| 2.      | Christian Malcolm | Wielka Brytania            | 20,62 |
| 3.      | Panajotis Saris   | Grecja                     | 20,67 |
| 4.      | Asafa Powell      | Jamajka                    | 20,77 |
| 5.      | Jiří Vojtík       | Czechy                     | 20,79 |
| 6.      | Dion Crabbe       | Brytyjskie Wyspy Dziewicze | 20,85 |
| 7.      | Nazmizan Mohamad  | Malezja                    | 21,24 |
| 8.      | Adam Miller       | Australia                  | 21,31 |

Bieg 6
| Miejsce | Zawodnik          | Państwo           | Wynik |
| ------- | ----------------- | ----------------- | ----- |
| 1.      | Bernard Williams  | Stany Zjednoczone | 20,29 |
| 2.      | Anastasios Gusis  | Grecja            | 20,44 |
| 3.      | Andrew Howe       | Włochy            | 20,55 |
| 4.      | Matic Osovnikar   | Słowenia          | 20,57 |
| 5.      | Till Helmke       | Niemcy            | 20,73 |
| 6.      | Oumar Loum        | Senegal           | 20,97 |
| 7.      | Aninos Markulidis | Cypr              | 23,94 |

Bieg 7
| Miejsce | Zawodnik              | Państwo             | Wynik |
| ------- | --------------------- | ------------------- | ----- |
| 1.      | Sebastian Ernst       | Niemcy              | 20,47 |
| 2.      | Justin Gatlin         | Stany Zjednoczone   | 20,51 |
| 3.      | Marco Torrieri        | Włochy              | 20,68 |
| 4.      | Cláudio Roberto Souza | Brazylia            | 20,70 |
| 5.      | Brendan Christian     | Antyle Holenderskie | 20,71 |
| 6.      | Shinji Takahira       | Japonia             | 21,05 |
| 7.      | Dadaş İbrahimov       | Azerbejdżan         | 21,60 |
| 8.      | Russel Roman          | Palau               | 24,89 |

### Ćwierćfinały
Bieg 1
| Miejsce | Zawodnik             | Państwo           | Wynik |
| ------- | -------------------- | ----------------- | ----- |
| 1.      | Shawn Crawford       | Stany Zjednoczone | 19,95 |
| 2.      | Frankie Fredericks   | Namibia           | 20,20 |
| 3.      | Tobias Unger         | Niemcy            | 20,30 |
| 4.      | Christopher Williams | Jamajka           | 20,34 |
| 5.      | Johan Wissman        | Szwecja           | 20,74 |
| 6.      | Géza Pauer           | Węgry             | 20,90 |
| 7.      | David Canal          | Hiszpania         | 21,18 |
| 8.      | Joseph Batangdon     | Kamerun           | DNS   |

Bieg 2
| Miejsce | Zawodnik           | Państwo                  | Wynik |
| ------- | ------------------ | ------------------------ | ----- |
| 1.      | Bernard Williams   | Stany Zjednoczone        | 20,40 |
| 2.      | Anastasios Gusis   | Grecja                   | 20,46 |
| 3.      | Marcin Jędrusiński | Polska                   | 20,55 |
| 4.      | Till Helmke        | Niemcy                   | 20,76 |
| 5.      | Brian Dzingai      | Zimbabwe                 | 20,87 |
| 6.      | Marco Torrieri     | Włochy                   | 20,89 |
| 7.      | Malik Louahla      | Algieria                 | 20,93 |
| 8.      | Yang Yaozu         | Chińska Republika Ludowa | 21,03 |

Bieg 3
| Miejsce | Zawodnik          | Państwo             | Wynik |
| ------- | ----------------- | ------------------- | ----- |
| 1.      | Justin Gatlin     | Stany Zjednoczone   | 20,03 |
| 2.      | Asafa Powell      | Jamajka             | 20,23 |
| 3.      | Sebastian Ernst   | Niemcy              | 20,36 |
| 4.      | Matic Osovnikar   | Słowenia            | 20,47 |
| 5.      | Christian Malcolm | Wielka Brytania     | 20,56 |
| 6.      | Dominic Demeritte | Bahamy              | 20,61 |
| 7.      | Brendan Christian | Antyle Holenderskie | 20,63 |
| 8.      | Marcin Urbaś      | Polska              | DNF   |

Bieg 4
| Miejsce | Zawodnik              | Państwo         | Wynik |
| ------- | --------------------- | --------------- | ----- |
| 1.      | Francis Obikwelu      | Portugalia      | 20,33 |
| 2.      | Stéphan Buckland      | Mauritius       | 20,36 |
| 3.      | Juan Pedro Toledo     | Meksyk          | 20,43 |
| 4.      | Darren Campbell       | Wielka Brytania | 20,59 |
| 5.      | Cláudio Roberto Souza | Brazylia        | 20,64 |
| 6.      | Jaisuma Saidy Ndure   | Gambia          | 20,73 |
| 7.      | Panajotis Saris       | Grecja          | 20,92 |
| 8.      | Andrew Howe           | Włochy          | 21,17 |

### Półfinały
Bieg 1
| Miejsce | Zawodnik             | Państwo           | Wynik |
| ------- | -------------------- | ----------------- | ----- |
| 1.      | Shawn Crawford       | Stany Zjednoczone | 20,05 |
| 2.      | Bernard Williams     | Stany Zjednoczone | 20,18 |
| 3.      | Frankie Fredericks   | Namibia           | 20,43 |
| 4.      | Tobias Unger         | Niemcy            | 20,54 |
| 5.      | Anastasios Gusis     | Grecja            | 20,68 |
| 6.      | Christopher Williams | Jamajka           | 20,80 |
| 7.      | Marcin Jędrusiński   | Polska            | 20,81 |
| 8.      | Darren Campbell      | Wielka Brytania   | 20,89 |

Bieg 2
| Miejsce | Zawodnik          | Państwo           | Wynik |
| ------- | ----------------- | ----------------- | ----- |
| 1.      | Justin Gatlin     | Stany Zjednoczone | 20,35 |
| 2.      | Francis Obikwelu  | Portugalia        | 20,36 |
| 3.      | Stéphane Buckland | Mauritius         | 20,37 |
| 4.      | Asafa Powell      | Jamajka           | 20,56 |
| 5.      | Sebastian Ernst   | Niemcy            | 20,63 |
| 6.      | Juan Pedro Toledo | Meksyk            | 20,64 |
| 7.      | Christian Malcolm | Wielka Brytania   | 20,77 |
| 8.      | Matic Osovnikar   | Słowenia          | 20,89 |

### Finał
| Miejsce | Zawodnik           | Państwo           | Wynik |
| ------- | ------------------ | ----------------- | ----- |
| 01 !    | Shawn Crawford     | Stany Zjednoczone | 19,79 |
| 02 !    | Bernard Williams   | Stany Zjednoczone | 20,01 |
| 03 !    | Justin Gatlin      | Stany Zjednoczone | 20,03 |
| 4.      | Frankie Fredericks | Namibia           | 20,14 |
| 5.      | Francis Obikwelu   | Portugalia        | 20,14 |
| 6.      | Stéphane Buckland  | Mauritius         | 20,24 |
| 7.      | Tobias Unger       | Niemcy            | 20,64 |
| 8.      | Asafa Powell       | Jamajka           | DNS   |